# Are You That Somebody?
Are You That Somebody? – singel Aaliyah promujący ścieżkę dźwiękową do filmu Dr. Dolittle (1998). Jest to kompozycja autorstwa Stephena „Static Majora” Garretta i Tima „Timbalanda” Mosleya; Timbaland wyprodukował także utwór i gościnnie w nim zarapował. W Stanach Zjednoczonych „Are You That Somebody?” miało swoją premierę 16 czerwca 1998, a 1 września zostało wysłane do stacji radiowych.
Redakcja czasopisma „Blender” umieściła piosenkę na 387. miejscu w rankingu 500 najlepszych piosenek, a tygodnik „Spin” przypisał mu 18. pozycję w zestawieniu 20 topowych singli lat 90.

## Teledysk
Wideoklip do utworu wyreżyserował Mark Gerard. Prócz Aaliyah i Timbalanda wystąpiły w nim dziesiątki tancerzy. Choreografię (m.in. popisy tańca flamenco) stworzyła Fatima Robinson, bliska przyjaciółka Aaliyah. W klipie zaprezentowano sceny z filmu Dr. Dolittle.
Teledysk zyskał popularność głównie dzięki emisji w stacji telewizyjnej MTV.

## Pozycje na listach przebojów
| Notowanie                                | Pozycja |
| ---------------------------------------- | ------- |
| Belgium Singles Chart (Flandria)         | 42      |
| Belgium Singles Chart (Walonia)          | 40      |
| Canadian Singles Chart                   | 6       |
| Dutch Singles Chart                      | 1       |
| German Singles Chart                     | 31      |
| New Zealand RIANZ Singles Chart          | 1       |
| Swiss Singles Chart                      | 41      |
| UK Singles Chart                         | 11      |
| U.S. „Billboard” Hot 100                 | 21      |
| U.S. „Billboard” Hot 100 Airplay         | 1       |
| U.S. „Billboard” Hot R&B/Hip-Hop Airplay | 1       |